# Edmundas Zenonas Malūkas

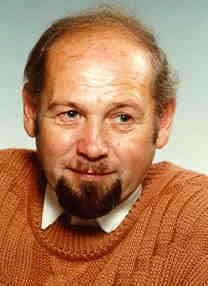
Edmundas Zenonas Malūkas

Edmundas Zenonas Malūkas (* 15. April 1945 in Ylakiai, Bezirk Mažeikiai, jetzt Rajongemeinde Skuodas) ist ein litauischer Schriftsteller und Politiker, ehemaliger Bürgermeister der Rajongemeinde Trakai.

## Leben
Nach dem Abitur 1963 in Rietavas absolvierte er 1971 das Diplomstudium als Tierarzt an der Veterinärakademie der Litauischen Universität für Gesundheitswissenschaften in Kaunas. Von 1971 bis 1973 arbeitete er in Neringa und von 1973 bis 1974 lehrte im Sowchos-Technikum Klaipėda und Juodkrantė. Von 1974 bis 1977 war er in der Aspirantur. Ab 1979 arbeitete er im Zoologie- und Parasitologie-Institut. Von 2000 bis 2003 und von 2007 bis 2011 war er Mitglied im Rat Trakai. 2003 und von 2008 bis 2009 war Bürgermeister der Rajongemeinde Trakai. Er schrieb mehrere Romane.
Ab 1999 war er Mitglied der Naujoji sąjunga.

## Bibliografie
- Kraujo skonis: nuotykių romanas (apie mafiją). Horizontas, Vilnius 1992.
- Juodieji želmenys: nuotykių romanas. Horizontas, Vilnius 1993.
- Moters kerštas: romanas. Horizontas, Vilnius 1994, ISBN 9986-506-02-6
- Šiukšlyno žmonės: romanas. Magila, Panevėžys 1995, ISBN 9986-697-01-8
- Migla: romanas. 2 d., Magilė, Panevėžys 1997–1999, ISBN 9986-9124-1-5
- Vilko duona: apsakymai. dail. Gražina Preidytė. Magilė, Panevėžys 1998, ISBN 9986-9124-8-2
- Duženos: romanas. Magilė, Panevėžys 2001, ISBN 9986-956-26-9
- Karalienė Barbora: istorinis romanas. Magilė, Panevėžys 2004, ISBN 9986-956-38-2
- Likimų šnekos: novelių romanas. Magilė, Panevėžys 2009, ISBN 978-9986-956-70-9
- Dilgės: romanas. Magilė, Panevėžys 2009, ISBN 978-9986-956-71-6